# Seiya Fujita
Seiya Fujita (藤田 征也 Fujita Seiya?), född 2 juni 1987, är en japansk fotbollsspelare.
I juli 2007 blev han uttagen i Japans trupp till U20-världsmästerskapet 2007.